# Malicorne, Yonne
Malicorne är en kommun i departementet Yonne i regionen Bourgogne-Franche-Comté i norra Frankrike. Kommunen ligger i kantonen Charny som tillhör arrondissementet Auxerre. År 2018 hade Malicorne 151 invånare.

## Befolkningsutveckling
Antalet invånare i kommunen Malicorne
| Referens: INSEE |